# Lijst van oorlogen van het Byzantijnse Rijk
Deze lijst van oorlogen van het Byzantijnse Rijk probeert een zo volledig mogelijk chronologisch beeld te geven van alle Byzantijnse oorlogen.

## Oorlogen van hetByzantijnse Rijk
- Veldslagen van Justinianus I
  - Iberische oorlog
    - 530 - Slag bij Dara
    - 530 - Slag bij Nisibis
    - 531 - Slag bij Callinicum

  - Vandaalse oorlog
    - 533 - Slag bij Ad decimum
    - 533 - Slag bij Tricameron

  - Gotische Oorlog
    - 537-538 Eerste Beleg van Rome
    - 542 - Slag bij Faventia
    - 546 - Tweede Beleg van Rome
    - 549-550 - Derde Beleg van Rome
    - 551 - Slag bij Sena Gallica
    - 552 - Slag bij Taginae
    - 552 - Slag van Mons Lactarius
    - 554 - Slag bij Volturnus
- Byzantijns-Arabische oorlogen
  - 636 - Slag bij de Jarmuk
  - 637 - Val van Jeruzalem
- Byzantijns-Bulgaarse oorlogen
  - 680 - Slag bij Ongal
  - 708 - Eerste Slag bij Anchialus
  - 759 - Slag van de Rishki Pas
  - 763 - Tweede Slag bij Anchialus
  - 774 - Slag bij Berzitia
  - 792 - Slag bij Marcelae
  - 809 - Beleg van Serdica
  - 811 - Slag bij Pliska
  - 813 - Eerste Slag bij Adrianopolis
  - 813 - Slag bij Versinikia
  - 896 - Slag bij Bulgarophygon
  - 917 - Slag bij Anchialus
  - 917 - Slag bij Katasyrtai
  - 922 - Slag bij Pigae
  - 986 - Slag bij de Poort van Trajanus
  - 996 - Eerste Slag bij Salonica
  - 996 - Slag bij Spercheios
  - 1004 - Slag bij Skopje
  - 1009 - Slag bij Kreta
  - 1014 - Tweede Slag bij Salonica
  - 1014 - Slag bij Kleidion
  - 1014 - Slag bij Strumitsa
  - 1015 - Slag bij Bitola
  - 1040 - Derde Slag bij Salonica
  - 1040 - Vierde Slag bij Salonica
  - 1041 - Slag bij Ostrovo
  - 1190 - Slag bij Tryavna
  - 1194 - Slag bij Arcadiopolis
  - 1196 - Slag bij Serres
  - 1230 - Slag bij Klokotnitsa
  - 1254 - Tweede Slag bij Adrianopolis
  - 1279 - Slag bij Devnya
  - 1304 - Slag bij Skafida
  - 1332 - Slag bij Rusokastro
- Byzantijns-Georgische oorlogen
- Byzantijns-Seltsjoekse oorlogen
  - 1067 - Slag bij Caesarea
  - 1071 - Slag bij Manzikert
  - 1077 - Beleg van Nicea
  - 1084 - Beleg van Antiochië
  - 1099 - Beleg van Nicea
  - 1116 - Slag bij Bolybotum
  - 1176 - Slag bij Myriokephalon
- Byzantijns-Ottomaanse oorlogen
  - 1302 - Slag bij Bapheus
  - 1303-1313 - Catalaanse Campagne
  - 1326 - Beleg van Bursa
  - 1329 - Slag bij Pelekanon
  - 1331 - Beleg van Nicaea
  - 1333-1337 - Beleg van Micomedia
  - 1354 - Val van Gallipoli
  - 1365 - Slag bij Adrianopel
  - 1366 - Herovering van Gallipoli
  - 1422 - Beleg van Constantinopel
  - 1422-1430 - Beleg van Thessaloniki
  - 1453 - Beleg en val van Constantinopel